# 仙台市立高砂小学校
仙台市立高砂小学校（せんだいしりつ たかさごしょうがっこう）は、宮城県仙台市宮城野区福田町一丁目にある公立小学校である。

## 概要
学区は仙台バイパス、仙石線、国道45号に囲まれたエリアとなっている。

## 所在地
- 仙台市宮城野区福田町1丁目11-1

## 沿革
出典
- 1873年（明治6年）7月15日 - 田子村雲洞院を仮校舎として第7大学区第1中学区第31小学区田子小学校として開校。
- 1879年（明治12年）1月 - 公立田子小学校と改称。
- 1886年（明治19年）11月 - 田子尋常小学校と改称。
- 1901年（明治34年）3月 - 田子尋常高等小学校と改称。
- 1913年（大正2年）4月 - 高砂尋常高等小学校と改称。
- 1920年（大正9年）3月 - 校旗制定。
- 1941年（昭和16年）9月 - 国民学校令により、仙台市高砂国民学校と改称。
- 1947年（昭和22年）
  - 4月1日 - 学制改革により、仙台市立高砂小学校に改称。
  - 6月 - 父母教師会設立。
- 1958年（昭和33年）4月 - 新校歌制定。
- 1963年（昭和38年）10月 - 開校90周年記念式典挙行。新校舎第1期工事。
- 1968年（昭和43年）3月 - 新校舎第5期工事竣工。
- 1970年（昭和45年）4月 - 福室小学校新設開校により、本校から児童719名が移籍。なかよし学園教室設置。
- 1973年（昭和48年）7月 - 開校100周年記念式典挙行。
- 1978年（昭和53年）3月 - なかよし学園教室が閉園し、鶴谷養護学校に移管転換。
- 1983年（昭和58年）
  - 4月 - 鶴巻小学校新設開校により、本校から児童361名が移籍。
  - 10月 - 創立110周年記念植樹（桜の木3本植樹）。
- 1985年（昭和60年）10月 - 日時計除幕式挙行。
- 1987年（昭和62年）
  - 3月 - 新校旗作成。
  - 4月1日 - 田子小学校新設開校により、本校から児童529名が移籍。
- 1989年（平成元年）
  - 7月 - 国旗掲揚塔設置。
  - 9月 - 校舎内全面塗装。
  - 11月 - 校内テレビ放送完備。
- 1991年（平成3年）9月 - 南東側に児童通用門新設。
- 1992年（平成4年）9月 - 校庭整備（暗渠排水）、門扉、フェンス改築工事完了。
- 1993年（平成5年）6月 - 開校120周年記念式典挙行。花壇新設。
- 1999年（平成11年）3月 - コンピュ－タ教室設置。
- 2002年（平成14年）4月 - 新校舎新築工事開始。
- 2003年（平成15年）7月 - 開校130周年記念式典挙行。「夏の講座」開設。
- 2004年（平成16年）4月 - 新校舎での授業開始し、ドライ給食開始。
- 2005年（平成17年）
  - 3月 - 新体育館完成引き渡し。
  - 5月 - 新校舎・体育館落成記念式典挙行。
- 2006年（平成18年）3月 - 校庭整備（暗渠）工事完成。
- 2007年（平成19年）
  - 3月 - 校庭植栽工事完成。外倉庫・トイレ完成。
  - 4月 - 通級指導教室新設。
- 2010年（平成22年）6月 - 高砂小学校区防災協議会発足。
- 2011年（平成23年）3月11日 - 14時46分頃、東日本大震災発生し、本校に避難所開設（最大1800名受け入れ）。
- 2012年（平成24年）
  - 3月 - 高砂児童館サテライト室竣工。留守家庭児童事業「まつのみ学級」閉級。
  - 6月 - 学校支援地域本部設置。
- 2013年（平成25年）
  - 8月 - 通級指導教室（はぐくみ学級）移設工事。
  - 10月 - 140周年記念航空写真撮影実施。
- 2014年（平成26年）5月 - プールサイド防水補修工事。
- 2015年（平成27年）
  - 2月 - 非常用蓄電池設置工事。
  - 12月 - 3階ウッドデッキテラス改修。昇降口塗装。
- 2018年（平成30年）
  - 4月 - 防犯カメラ4台設置し、運用開始。
  - 11月 - 合同地域防災訓練開始。
- 2020年（令和2年）
  - 3月 - エアコン設備設置工事開始。
  - 7月 - エアコン設備設置工事完了。
- 2021年（令和3年）
  - 4月 - 1人1台端末運用開始。
  - 5月 - GIGAスクール通信環境整備完了。
- 2022年（令和4年）5月 - 創立150周年記念実行委員会発足。
- 2023年（令和5年）
  - 5月 - 創立150周年記念航空写真撮影。
  - 10月 - 創立150周年記念式典挙行。

## 学区
出典
- 扇町1丁目（7～9番）
- 扇町5丁目（1番、2番、4～7番、9～12番）
- 扇町6丁目（1～3番）
- 仙石
- 高砂1丁目
- 高砂2丁目
- 中野1丁目（1、3、4、29、32番の一部）
- 中野4丁目（1、4、11、12、15番の一部）
- 大字中野字向田
- 福住町
- 福田町1丁目
- 福田町2丁目（1～4番、5番の一部、6番、8番の一部、9番、10番の一部、16番）
- 福室1丁目
- 福室2丁目（8 番を除く）
- 福室3丁目（1番、14番の一部）
- 大字福室（字境一番、字向川原、字由谷地）
- 大字小鶴字沼形

## 進学先中学校
出典
- 仙台市立田子中学校 - 上記「学区」から、下述の高砂中学校の通学区域を除く地域から通う児童の進学先中学校
- 仙台市立高砂中学校 - 福室1丁目、福室2丁目（8番を除く）、福室3丁目（1番、14番の一部）、中野（字向田）、福室（字境一番、字向川原、字由谷地）から通う児童の進学先中学校

## 著名な出身者
- 熊谷大（政治家・参議院議員）

## 周辺
- セブンイレブン仙台福田町1丁目店
- 仙台市立福田町保育所 - 進学前保育所のひとつ。
- JR東日本仙石線福田町駅
- 公文式高砂教室
- 雲洞院
- 国道45号線

## アクセス
- JR福田町駅（南口）から、徒歩約215m・約3分（学校敷地から駅舎までの最短距離は約90mほどだが、道路形状の関係で遠廻りとなる）。